# Forces armées turques
L'armée turque (les forces armées turques, en turc Türk Silahlı Kuvvetleri ou TSK) est composée de l'armée de terre, de la force aérienne, de la marine nationale, de la gendarmerie et des garde-côtes. En termes d'effectifs c'est la deuxième armée de l'OTAN après l'armée américaine et la neuvième puissance militaire au niveau mondial. De manière historique, elle occupe une place particulière en Turquie. Son rôle dans la vie politique, bien qu'encore important, a été réduit par les réformes adoptées par la Grande Assemblée nationale de Turquie (TBMM) depuis juillet 2003 et depuis la tentative de coup d'État militaire de juillet 2016. L'armée turque ne peut pas agir ou intervenir dans un conflit sans l'accord de la TBMM.
L'armée turque est l'une des plus puissantes du Proche-Orient devant l’Iran et l’Égypte. Exerçant jadis son influence dans la vie politique turque, son rôle s'est désormais recentré dans le domaine purement militaire. Aguerrie avec ses accrochages incessants avec les combattants du PKK dans le Nord de l’Irak, disposant d'un encadrement de haut niveau, acteur économique de premier plan, elle exerce son influence à bien des niveaux dans le pays. Elle s'est aussi distinguée par plusieurs coups d’État.
Selon le classement affiché par le site Globalfirepower en 2025, l'armée turque est la neuvième armée la plus puissante du monde après l'armée japonaise et devant l'armée italienne.
Dans le cadre du partage nucléaire, la Turquie possède sur son sol 50 missiles nucléaires B-61 dans l'Incirlik Air Base, mais Ankara n'est pas en mesure de les utiliser sans l'accord des États-Unis.

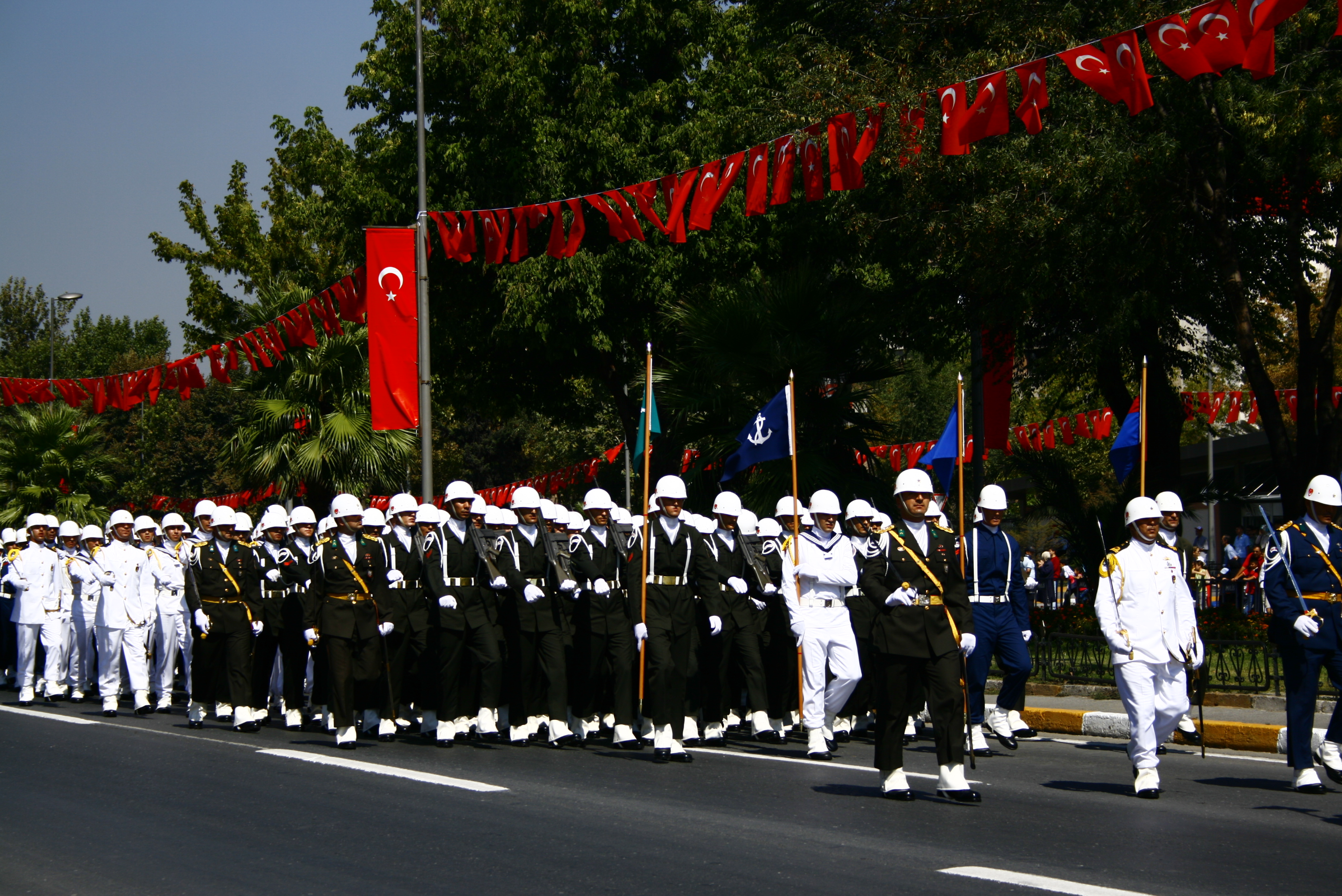
Défilé militaire à Ankara.

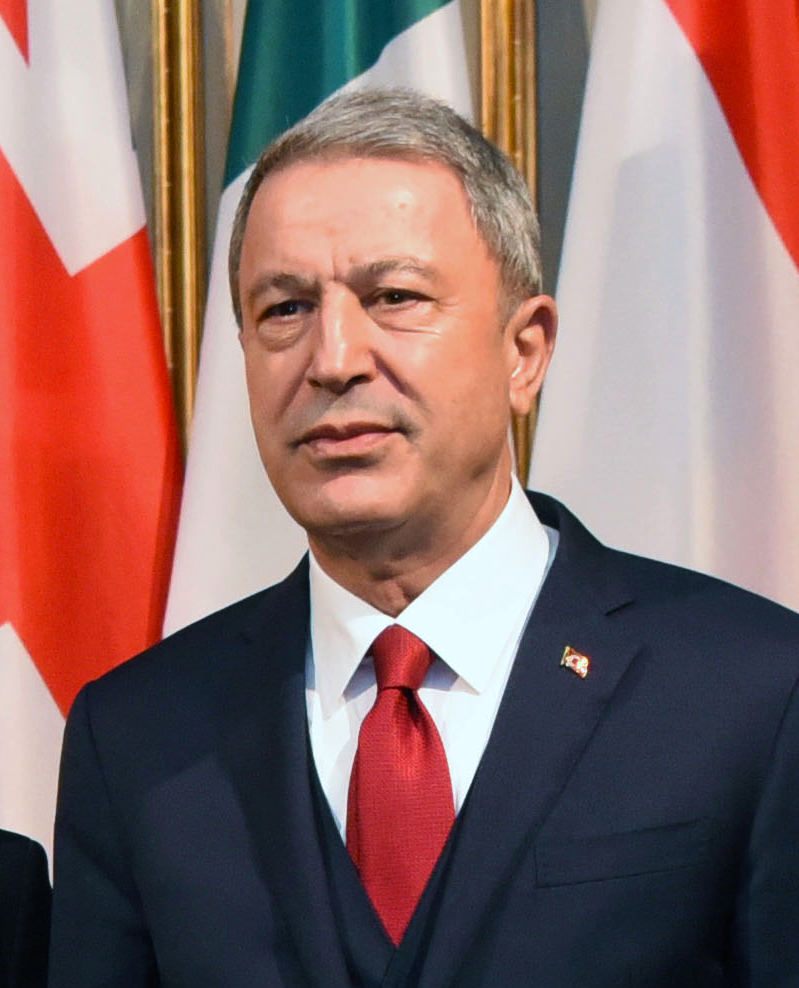
Hulusi Akar, ministre de la défense nationale.

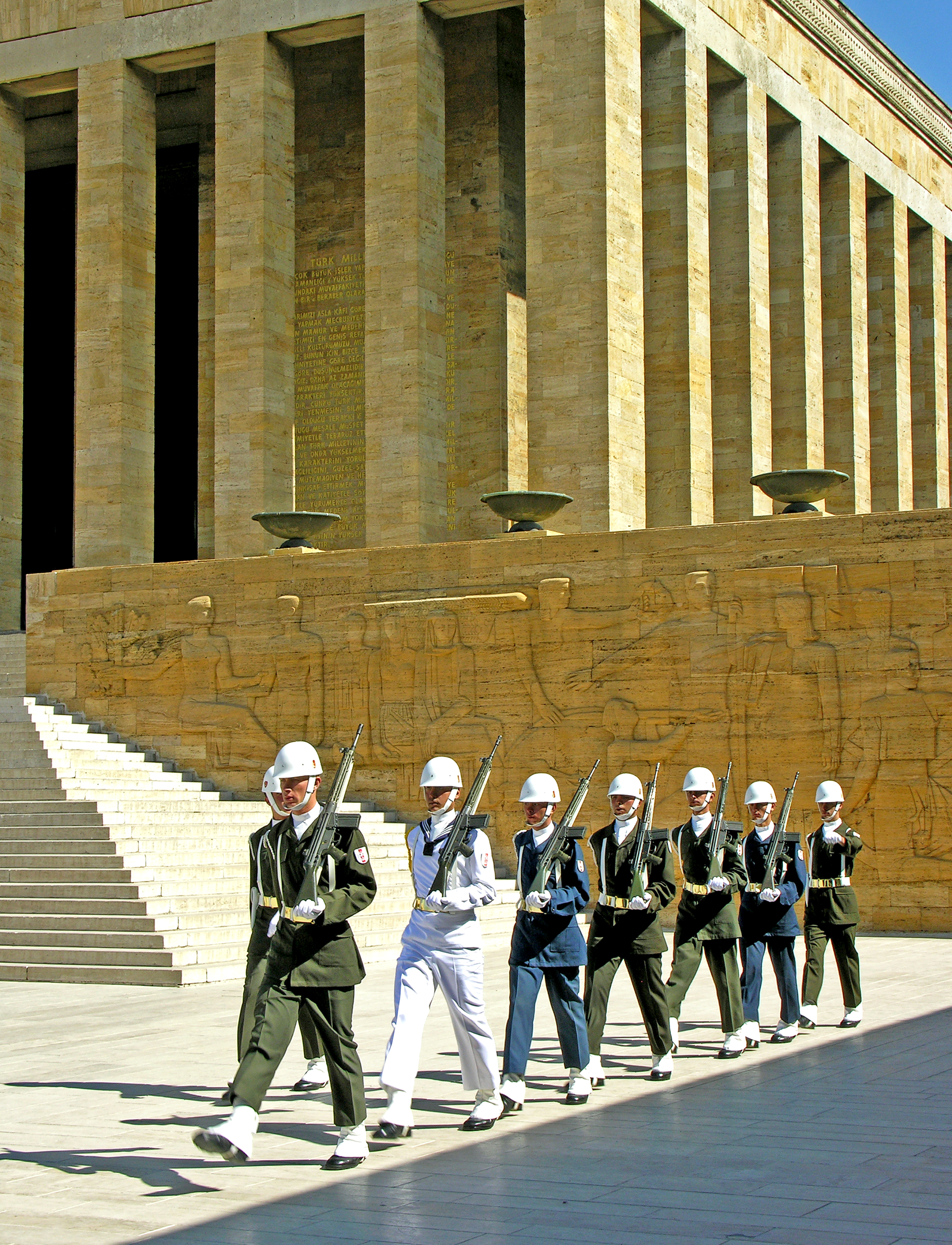
Les soldats turcs gardent le mausolée d'Anıtkabir.

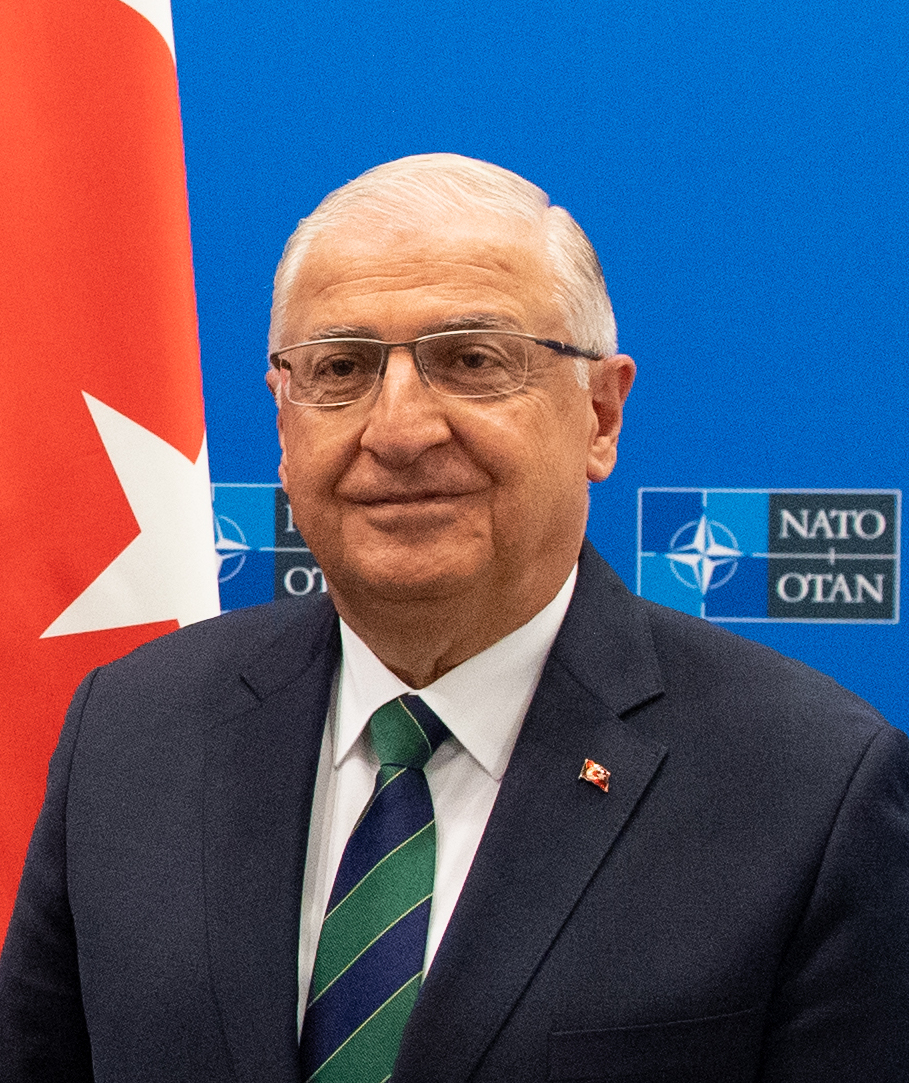
Yașar Güler, Chef d'état-major des armées (Genelkurmay Bașkani).

## Historique
L’effectif de l’armée grandit considérablement sous le pouvoir des Jeunes-Turcs. Il atteint 510 000 hommes en 1914, alors qu’il était de 118 400 en 1828. 
L’armée turque descend des armées de l’Empire ottoman et demeure le garant de la sécurité et de l'intégrité de la république fondée par Atatürk.

### Après la Première Guerre mondiale
Plusieurs guerres eurent lieu lors de l'effondrement de l'Empire ottoman et de l'établissement de la république de Kemal. La guerre d'indépendance turque remportée par Mustafa Kemal Atatürk, avec les guerres franco-turque, arméno-turque et gréco-turque, permit à l’armée d’effacer la défaite de la Première Guerre mondiale, de conforter sa position dans la vie publique et de s'affirmer comme une nation reconnue par les puissances françaises et britanniques.
Lorsque la république démocratique de Géorgie est envahie par l'armée rouge à partir du 15 février 1921, la Turquie profite de la situation et rentre dans le pays le 23 février. Malgré quelques contre-attaques, la république géorgienne s'effondre le 17 mars 1921. Des combats ont lieu sporadiquement entre Turcs et Soviétiques entre le 17 et le 19 mars, ces derniers repoussant l'armée turque de Batoumi ; le traité de Kars signé le 19 octobre 1921 stabilise la nouvelle frontière soviéto-turque.
En 1934, l'armée reste pauvrement motorisée alors le pays compte environ 14 millions d’habitants avec une économie sous-industrialisée et des infrastructures archaïques. L'armée turque se compose à cette date de neuf corps d'armées comprenant 18 divisions d'infanterie et cinq divisions de cavalerie, dont trois divisions actives et deux divisions de réserve. Chaque corps d'armée comprend de la cavalerie, un régiment d'artillerie de corps d'armée, un bataillon du génie, un bataillon de transmissions et un bataillon de transport motorisé. Chaque division comprend trois régiments d'infanterie et un régiment d'artillerie de campagne à deux bataillons. Chaque division de cavalerie comprend trois ou quatre régiments de cavalerie et un escadron d'artillerie à cheval composé de deux ou trois batteries.
- Infanterie : 54 régiments. Chaque régiment d'infanterie est composé de 3 bataillons de 4 compagnies, dont 1 compagnie de fusils mitrailleurs.
- Cavalerie : 24 régiments (chiffre approximatif). Chaque régiment de cavalerie comprend trois escadrons et un bataillon de mitrailleuses.
- Artillerie : 27 régiments, 1 escadron d'artillerie à cheval.

L'armée de terre compte officiellement 198 000 hommes en été contre 133 000 en hiver. Pour des raisons d'économie, les effectifs totaux de l'armée de terre n'ont jamais dépassé 120 000 à 150 000 hommes. 175 000 conscrits sont appelés chaque année. Selon la loi en vigueur, un effectif de 250 000 hommes est requis pour la formation des conscrits. Le nombre total d'officiers comprend les officiers militaires, les civils et les cadets des écoles militaires, qui sont au nombre de 5 000.
En 1937 et 1938, l’armée est employée dans le massacre de Dersim lors d'une rébellion.

### Seconde Guerre mondiale
En dépit du sort ménagé au Sandjak d'Alexandrette en 1938-1939, la Turquie demeure neutre jusqu'aux dernières étapes du deuxième conflit mondial. Libre d'embargo de la part des belligérants, elle parvient avec Ismet Inönü lors de la Deuxième Conférence du Caire des 4, 5 et 6 décembre 1943 à maintenir sa neutralité à simple dessein de bloquer l'accès des forces de l'Axe aux réserves stratégiques de pétrole du Moyen-Orient.
La Turquie déclare la guerre à l'Allemagne nazie et au Japon le 23 février 1945 et rejoint ainsi les Alliés après l'annonce faite à la Conférence de Yalta que seuls les États formellement en guerre au 1er mars 1945 contre le Reich et ses alliés pourraient être admis aux Nations unies, mais ne participe à aucun combat.

### Guerre froide
La Turquie participa à la guerre de Corée en envoyant un bataillon d'infanterie de 5 000 hommes combattre aux côtés des forces des Nations unies; celui-ci se battra vaillamment mais essuiera d'énormes pertes.
Le coup d'État militaire du 27 mai 1960 inaugure une série d'interventions de l'armée dans la vie politique turque. Les dirigeants du Parti démocrate sont traduits en justice ; trois d'entre eux sont exécutés, dont Adnan Menderes. En 1971, l'armée pousse le Premier ministre Süleyman Demirel à la démission. La loi martiale est instaurée et des milliers de personnes sont arrêtées.
Plus de 30 000 hommes sont stationnés depuis le 20 juillet 1974 dans la moitié nord de Chypre à la suite de l'intervention militaire Turque connue sous le nom d’opération Attila consécutive à un coup d'État favorable aux intérêts de la Grèce. Cela conduisit à des combats avec des unités de l’armée grecque venues en soutien des forces chypriotes.
Des incidents aéronavals ont lieu régulièrement en mer Égée entre les deux armées mais restent à un niveau limité.
À la fin des années 1970, la Turquie semblait prête à basculer dans le chaos, situation qui pousse l'armée, en septembre 1980, à s'emparer directement du pouvoir. Survenant un an et demi après la révolution islamique iranienne, ce coup d'État est accueilli avec soulagement par les puissances occidentales. Le général Kenan Evren, qui devient chef de l'État, suspend la Constitution, dissout les partis politiques, interdit les formations syndicales, censure la presse et arrêtent ou exécutent des dizaines de milliers de personnes : l'ordre public est restauré aux dépens des libertés démocratiques.
L'armée instaure dans les années 1980 un culte de la pensée de Mustapha Kemal dans sa version nationaliste et xénophobe. Elle réhabilite également l'islam comme ciment social, et désigne la gauche et le nationalisme kurde comme ses ennemis.
Le régime militaire promulgue une nouvelle Constitution, soumise à référendum en 1982, mais ne peut empêcher un civil, Turgut Özal, fondateur du Parti de la mère patrie (ANAP), de remporter les élections de 1983. Le Conseil de sécurité nationale permet toutefois à l'état major de contrôler les actes du gouvernement. La Turquie continue parfois d’être considérée comme une dictature militaire jusqu'aux années 1990.

### Rôle de la Turquie au sein de l'OTAN
Neutre durant la Seconde Guerre mondiale, la Turquie entre dans l’OTAN en octobre 1951, en même temps que la Grèce, et fut l’un des alliés les plus fiables des États-Unis durant la guerre froide face à l’Union soviétique qui, poursuivant la politique de l’Empire russe, chercha à s'assurer le contrôle des détroits du Bosphore et des Dardanelles.
La Turquie peut ainsi bloquer l'accès de la Méditerranée à l'Union soviétique et servir de base de lancements pour les armées nucléaires américaines installées sur son territoire au début des années 1960. Elle fait également barrage à l'influence soviétique au Moyen-Orient.
L'armée turque est la deuxième armée en effectifs de l’OTAN après l’armée américaine. Entrée après la guerre de Corée, la Turquie a constitué le flanc sud de l'Otan jusqu'à l'effondrement de l'URSS. Une montée en puissance de la Turquie au sein de l'OTAN a pu être observée[Quand ?], aidée par un rôle économique et politique actif dans les Balkans, au Caucase, au Moyen-Orient, en Afrique et en Asie Centrale.
La Turquie sert de plateforme logistique pendant les deux guerres de l'OTAN contre l'Irak, en 1991 et 2003. Elle participe également à des opérations en Afghanistan, au Liban, en Bosnie et au Kosovo. Elle entre par ailleurs dans le système de bouclier antimissile contre l'Iran.
En 1987, ses effectifs étaient de 800 000 hommes mais son matériel était en grande partie vieillissant et les États-Unis disposaient alors de vingt-six bases et postes d’observation sur son sol.
De nos jours, le territoire turc continue d’accueillir de nombreuses installations de l'OTAN : stations radars, bases de lancements de missiles, base aérienne d'Incirlik, etc.
Après l’échec de la tentative de coup d’État en 2016, plus de la moitié des personnels militaires turcs présents à l'OTAN ont été remplacés.
Des photos publiées, notamment des photos du ministère turc de la Défense, ont révélé que la Turquie avait transféré à la Libye des chars M60, des canons d'artillerie automoteurs T-155 Fırtına et des lance-roquettes multiples T-122 Sakarya.
En 2022, dans un contexte d'invasion de l'Ukraine par la Russie et de tensions entre l'OTAN et la Russie, la Turquie confirme vouloir s'équiper de systèmes anti-missiles russes malgré son appartenance à l'OTAN.

### «Nouvel ordre mondial»
À partir des années 1990, sa stratégie de défense est dite de « deux guerres et demie », les principales menaces identifiées étant la Grèce, la Syrie et une insurrection à l’intérieur du territoire national, en l’occurrence kurde. Cela a conduit temporairement à une alliance avec Israël pour prendre à revers la Syrie, celle-ci étant déclinante depuis l'arrivée au pouvoir en 2002 du Parti de la justice et du développement.
La Turquie, désireuse d'entrer dans l’Union européenne et membre associé de l’Union de l'Europe occidentale depuis 1992, a tenté à partir de 1999 d'améliorer ses relations avec la Grèce et de réduire ses effectifs militaires, mais sa présence militaire sur Chypre entrée dans l'U.E. en 2003 continue de poser problème, de même que le différend portant sur la mer Égée.
Elle participe à plusieurs forces de casques bleus et à plusieurs opérations de l’OTAN en Bosnie-Herzégovine depuis 1995, au Kosovo depuis 1999 et à la guerre d'Afghanistan depuis 2002.
Depuis les années 1980/1990, l’armée et la Jandarma (gendarmerie turque) luttent dans le sud-est de la Turquie contre le PKK, organisation armée Kurde tenue pour terroriste par l’Union européenne et les États-Unis, ce qui conduisit l’armée turque à effectuer des offensives en Anatolie du sud-est et sur le territoire du Kurdistan irakien; la situation en 2010 n’est toujours pas sous contrôle.
À partir de janvier 2018, l'armée turque est engagée sur le territoire syrien dans une deuxième campagne visant à contrôler la région syrienne d'Afrine tenue par les YPG kurdes, et s'allie pour cela à différents groupes rebelles parmi lesquels l'émanation d’Al-Qaida Tahrir Al-Cham. En 2017, les images de soldats de l’OTAN circulant accompagnés par des djihadistes issus d’Al-Qaida avaient mis en exergue la nature ambiguë des relations entre ce groupe et Ankara.
En octobre 2019, l'armée turque engage une nouvelle offensive visant à s'emparer des territoires détenus par les forces kurdes dans les provinces syriennes de Raqqa et Hassaké (nord-est du pays). Les troupes turques s'appuient sur des milices rebelles syriennes composées en grande partie d'anciens combattants de l'État islamique et d'Al-Qaïda.
En janvier 2020, l'armée turque accroît son engagement en Libye. Elle prête son concours aux transferts d'éléments de l'Armée nationale syrienne (ANS).

### Rôle de l'armée dans la vie politique
Les forces armées turques se posent dès le départ comme gardiennes des principes kémalistes à la mort du fondateur de la Turquie, Mustafa Kemal Atatürk.
Ce rôle était d'ailleurs (jusqu'à la réforme constitutionnelle de 2010) inscrit dans la constitution : « Les forces armées turques sont les gardiennes de la République turque,. »
Parmi les six principes défendus par Atatürk (laïcisme, républicanisme, nationalisme, populisme, réformisme, étatisme), le haut commandement militaire considère la laïcité comme le principe le plus important, les autres en découlant.
« Si ce principe n'est pas respecté d'une façon continue et vigilante, l'existence même de la République turque sera mise en péril. La société turque moderne sera de nouveau plongée dans l'obscurité médiévale » (général de corps d'armée Sinan Bilge, Académies de guerre).
L'avènement du multipartisme et de la démocratie en 1950 amène à une remise en cause progressive du principe de laïcité. Sous l'impulsion du Parti Démocrate et du premier ministre Adnan Menderes, l'islam sunnite (majoritaire dans le pays) amorce son retour dans l'espace public. Assouplissement de la réglementation des signes religieux, cours de religion de nouveau admis à l'école, retour de l'appel en arabe de la prière. Ces mesures assoient la popularité du Demokrat Parti au détriment du Parti républicain du peuple (CHP) kémaliste.
Cette remise en cause du principe fondateur du kémalisme amène l'armée à une première intervention dans la vie politique. Menderes est arrêté, exécuté le 17 septembre 1961 et le parti Démocrate est dissous. Une nouvelle constitution, rédigée par l'armée, est adoptée par référendum en 1961 avec 67 % de oui. Elle renforce les libertés publiques (expression, association, réunion, syndicat), entame une certaine décentralisation politique, établit une cour constitutionnelle (au pouvoir de contrôle limité), crée une chambre haute (le sénat). Le parlement devient alors bicaméral. Parallèlement à ces avancées démocratiques, l'armée organise un Conseil de sécurité nationale lui permettant de garder un certain contrôle sur la vie politique turque. Cependant, l'armée ne revient pas sur les assouplissements de la laïcité kémaliste, actant l'attachement du peuple turc à l'islam.
En 1971, la situation sécuritaire et économique du pays se détériore, et connait un foisonnement de revendications politiques de tous bords. L'armée intervient de nouveau dans la vie politique turque, le premier ministre Demirel (Parti de la justice) est poussé à la démission. Les droits accordés par la constitution de 1961 sont limités. Plusieurs organisations marxistes et islamistes, jugées responsables des troubles que connait la société turque, sont dissoutes par les militaires.
En 1980, la Turquie est au bord du chaos et de la guerre civile. Entre 1975 et 1980, les affrontements entre groupes radicaux, de gauche et de droite, font près de 6 000 morts. La situation économique du pays est dramatique. L'armée organise un nouveau coup d'État et s'empare cette fois-ci de la totalité des leviers du pouvoir. L'État de siège est déclaré. Tous les partis politiques et de nombreuses associations et syndicats sont dissous. Le parlement est ajourné et les libertés publiques sont supprimés. Des centaines de milliers de personnes sont arrêtés ou contraintes à l'exil. Une nouvelle constitution est rédigée et validée par référendum en 1982. L'armée renforce considérablement son pouvoir sur la société. Le Conseil de sécurité nationale, ou MGK (Milli Güvenlik Kurulu), se compose d’une part des chefs d’état-major de l’armée et, de l’autre, du président de la République, du premier ministre et des ministres de la Défense et des Affaires étrangères. La nouvelle Constitution renforce le rôle politique du MGK : motion de censure contre le gouvernement, avis conforme sur certaines lois ou actes réglementaires, exclusivité des affaires étrangères. Aussi est-ce par ce biais que l’armée exerce son influence.
La nouvelle constitution, établie lors du coup d'État, est progressivement démantelée et remaniée dans un sens plus démocratique par les gouvernements civils successifs qui cherchent à diminuer la puissance de l'armée. Celle-ci garde néanmoins un véritable pouvoir de nuisance qu'elle usera de nouveau pour pousser le premier ministre islamiste Erbakan à la démission en 1997. Le Refah Partisi, parti politique du premier ministre, est dissous dans la foulée pour atteinte au principe de laïcité.

#### Purges internes
Actant du contrôle de l'armée sur la société turque, Le successeur du Refah, l'AKP, arrivé au pouvoir en 2002, met alors en place d'importantes mesures politiques et judiciaires pour évincer définitivement l'armée de la vie politique turque.
Cette politique est suivie avec acharnement par Recep Tayyip Erdogan, premier ministre puis président de la République turque. La réforme constitutionnelle de 2010, supprimant la tutelle du Conseil de Sécurité Nationale et le procès Ergenekon, qui envoie l'élite kémaliste en prison, s'inscrit dans cette perspective. En 2013, des centaines de militaires (et également quelques figures de l’opposition politiques et journalistes) sont condamnés à des peines de prison pour avoir présumément envisagé un coup d’État, dans une affaire dénoncée comme une machination politique du gouvernement par ses opposants. Parmi eux, l'ancien chef d'état-major des armées (entre 2008 et 2010) est condamné à la prison à vie. Cet affaiblissement marqué de l'armée n'empêche nullement des résistances aussi bien chez les militaires que dans la société civile à la politique d'Ergogan, qui précipite le coup d'État du 15 juillet 2016, qui échouera.
Selon l'état-major des forces armées, 8 651 militaires turcs, soit 1,5 % environ des effectifs, ont été impliqués dans la tentative de coup d’État contre le président Recep Tayyip Erdoğan du 15 juillet 2016. Le 27 juillet 2016, les autorités turques annoncent le limogeage de 149 généraux et amiraux, sur un total de 358 au sein de l'armée turque, de 1 099 officiers et de 436 sous-officiers pour cause d'indignité. Parmi les 149 généraux et amiraux, il y a 87 hauts gradés de l'armée de terre, 30 de la force aérienne et 32 de la marine,. En juillet 2017, 5 000 soldats sont chassés de l’armée et 342 officiers à la retraite sont dégradés. De juillet 2016 à avril 2019, plus de 77 000 militaires ont été arrêtés.
En avril 2018, Ismail Hakki Karadayi, chef d’état major de l’armée turque dans les années 1990, le numéro deux de l'époque et une vingtaine d'autres hauts officiers sont condamnés à la prison à vie pour avoir forcé la démission du premier ministre Necmettin Erbakan en 1997.
Le 31 janvier 2025, cinq lieutenants diplômés et officier considérés comme les "meneurs" de la cérémonie de l'épée où ils avaient prêter serment envers Mustafa Kemal Atatürk en 2024 pendant la remise des diplômes, ont été expulsés des forces armées turques sous décision de l’AKP d’Erdogan sous motifs d’indiscipline,,.  Selon l'armée, les soldats ne sont pas punis à cause du serment en question, mais pour indiscipline. L'opposition estime que le pouvoir a sanctionné les soldats parce qu'ils ont crié haut et fort leur attachement à Mustafa Kemal, fondateur et premier président de la République de Turquie laïque.

## Missions
La mission des forces armées turques consiste à mettre en œuvre les armes de la Turquie, ceci, sur décision du Gouvernement, dans le but de :
- Défendre la sécurité, les intérêts économiques, commerciaux et vitaux de la république de Turquie, de la république de Chypre du Nord (le maintien de l'intégrité du territoire, le libre exercice de la souveraineté et la protection de sa population et de ses ressortissants) ;
- Intervention au sein de l'OTAN ;
- Participation aux missions de maintien de la paix sous mandat de l'ONU pour contribuer et s'assurer des actions en faveur de la paix et du droit international ;
- Intervention et reconstruction lors des catastrophes humanitaire, naturelle à l'intérieur et à l'extérieur du pays.

## Poids dans l'économie
L’armée est présente dans l’économie du pays à travers deux organismes : le Fonds de pension des forces armées (OYAK) et la Fondation pour le renforcement des forces armées (TSKGV).
Fondé en 1961, l’OYAK est un holding militaro-industriel coiffant une trentaine d’entreprises (construction automobile, agroalimentaire, travaux publics, assurances, tourisme…) et employant dans les années 2000 plus de 30 000 salariés. Il possède, à travers OYAK Bank, l’une des plus grandes institutions financières du pays.
Le TSKGV, qui coiffe également plus d’une trentaine d’entreprises de production d’armements allant de la conception à la fabrication de systèmes électroniques militaires, de fabrication sous licence de chasseurs F-16 et de production de radars et d’armement classique (blindés, armes lourdes et légères de diverses catégorie, transport de troupes…). Elle emploie plus de 20 000 salariés. Ces deux holdings réalisent un chiffre d’affaires estimé à plusieurs milliards de dollars par an.
En 2024, les revenus d'exportation des industries de défense ont atteint 7,1 milliards de dollars, en hausse de 1,6 milliard de dollars comparé à 2023.

## Industrie de la défense nationale turque

NMS 4x4 Yörük, construit en Turquie par Nurol Makina et exporté au Qatar,,.

L'industrie de la défense nationale turque est l'ensemble des activités humaines tournées vers la production militaire pour l'État Turc. L’industrie de la défense nationale turque est en constante évolution, notamment avec des projets pour l’armée de terre, la marine et la force aérienne turques.
Les exportations de l'industrie de la défense nationale turque pour 2012 ont atteint 1,20 milliard de dollars et devraient augmenter d’avantage les prochaines années, Le chiffre d'affaires de l'industrie de défense turque en 2009 était de 2,319 milliards de dollars, presque le même qu'en 2008.
L'armée turque se fournit en partie auprès des États européens. L’Allemagne a procuré à la Turquie plus de 350 chars Léopard entre 2009 et 2019. En 2017 et 2018, le pays a exporté pour plus de 300 millions d’euros de matériels militaires à la Turquie. L’Italie a vendu des hélicoptères de combat, des canons navals, les Pays-Bas de nombreux radars, la Norvège des missiles anti-navires, l’Espagne des avions patrouilleurs. Le Royaume-Uni a exporté pour plus de 820 millions d’euros de matériel militaire vers la Turquie entre 2016, date de la tentative de coup d’État et de la vague de répression qui a suivi dans le pays, et 2019. La France a de son côté exporté pour 590 millions d’euros d'armement entre 2009 et 2019, dont notamment des radars militaires de Thales pour équiper des avions patrouilleurs.
Les États-Unis représentent 60 % des importations d'armement par la Turquie.

## Évolution des effectifs

### Service national
La constitution turque prévoit un article pour le service national :

« V. Service patriotique
ARTICLE 72 : Le service patriotique est un droit et un devoir pour chaque Turc. La loi réglemente les modalités suivant lesquelles ce service sera effectué ou considéré comme effectué au sein des forces armées ou dans le secteur public. »

En Turquie, le service militaire est obligatoire pour tous les hommes arrivés à l'âge de 20 ans et n'ayant aucune maladie ni aucun problème physique ou mental. En 2024, le service militaire en Turquie dure généralement 6 mois pour les hommes. Cependant, des réductions de durée sont possibles, notamment pour les citoyens turcs résidant à l’étranger, moyennant le paiement d’une taxe.
Un service professionnel est en cours d'examen[Quand ?] par le ministère de la défense turc, ce qui permettra de supprimer le service national pour les ressortissants turcs. L'armée turque voudrait à terme avoir un effectif de 850 000 personnes pour combler le manque de personnels[pas clair].
Les ressortissants turcs de sexe féminin ont une obligation de servir le pays lors d'un conflit armé.
Les appelés ont 6 mois de formation soutenue, les 9 mois restants sont constitués de service dans l'armée.
Les déserteurs sont poursuivis par l’Askerî İnzibat police militaire.
Le nombre de personnels et leur répartition en mai 2012:
Les forces armées turques comptent 720 646 personnels.
| Année 2022         | Armée de terre, marine et air | Jandarma | Garde côtière turque | Totaux  |
| ------------------ | ----------------------------- | -------- | -------------------- | ------- |
| Généraux           | 326                           | 32       | 1                    | 362     |
| Officiers          | 33 544                        | 5 474    | 592                  | 40 458  |
| Sous-officiers     | 70 651                        | 22 515   | 1 398                | 98 832  |
| Soldats de métiers | 139 583                       | 60 409   | 2 598                | 235 565 |
| Conscrits          | 316 070                       | 143 374  | 2 026                | 350 074 |
| Civils             | 49 018                        | 3 723    | 885                  | 52 182  |
| Totaux             | 504 671                       | 207 506  | 5 509                | 777 473 |

Bien que l’homosexualité ne soit pas illégale en Turquie, le règlement de l'armée définit l'homosexualité comme une « maladie psychologique » et les personnes homosexuelles ne peuvent servir dans l'armée.

### 2013
| année 2013        | Création | Professionnels | Conscrits | Réserve |
| ----------------- | -------- | -------------- | --------- | ------- |
| Armée de terre    | 1077     | 188 000        | 425 000   | 358 700 |
| Marine            | 1081     | 29 250         | 44 500    | 65 000  |
| Force aérienne    | 1911     | 31 600         | 40 000    | 65 000  |
| Gendarmerie       | 1839     | 24 700         | 100 000   | 50 000  |
| Garde nationale   | 1923     |                |           | 250 000 |
| Garde-côtes       | 1859     | 5 200          |           |         |
| Gardes de village | 1985     | 45 000         | 0         | 0       |

### Évolution depuis 1980
| 1980 | 717 000 |
| 1985 | 814 000 |
| 1990 | 769 000 |
| 1995 | 805 000 |
| 2000 | 793 000 |
| 2001 | 803 000 |
| 2002 | 816 000 |
| 2003 | 534 000 |
| 2005 | 501 000 |
| 2011 | 736 000 |
| 2012 | 726 000 |
| 2013 | 758 000 |

Total des effectifs (réserves comprises) : 1 421 750 personnels.

## Budget
Le budget de la défense en 2013 est de 23 milliards de dollars US soit 2,4 % du produit national brut. Le gouvernement de l'AKP a diminué la part du budget de l'armée dans le PIB, passant de 8 % (2000) à 2,4 % (2013) du PNB. La priorité est donnée à l'éducation et à la recherche.
Selon l'OTAN, la Turquie a consacré en 2011, 28,6 % de ses dépenses de défense aux dépenses d'équipements (principalement les achats de matériel) soit environ 5 milliards $, ce qui constitue la plus grande part en pourcentage parmi tous les pays de l'OTAN.
La répartition des dépenses est :
- personnel : 50 % ;
- équipement : 28,6 % ;
- infrastructure : 5 % ;
- autres : 15,4 %.

En 2018, le budget s'élève à 19 milliards de dollars US.

## Organigramme
La hiérarchie, la représentation et l'emploi des forces armées turques dans l'organisation d'État sont régis par la Constitution de la Turquie.
Selon la constitution, le bureau du «commandant en chef» est représenté comme entité morale au sein de la Grande Assemblée nationale de Turquie. Le chef d'état-major général est nommé par le président de la République en tant que commandant des forces armées. Le Premier ministre et le Conseil des ministres est responsable devant la Grande Assemblée nationale de Turquie de la sécurité nationale et de la préparation des forces armées turques pour défendre le pays. Cependant, le pouvoir de déclarer l'état de guerre et d'envoyer les forces armées turques à l'étranger ou permettre aux forces armées étrangères de stationner en Turquie est conditionné à un vote d'approbation du parlement.
Le chef de l'état-major est responsable devant le Premier ministre et est chargé du commandement et du contrôle des forces armées. Il est également responsable de la conduite des opérations militaires de manière efficace et de l'état de préparation opérationnelle des forces armées.
Les commandants des trois services (armée de terre, marine et force aérienne) relèvent directement du chef d'état-major. Le chef d'état-major et le ministre de la Défense nationale travaillent en coordination et étroite coopération pour s'acquitter de leurs responsabilités respectives.
Organigramme de la défense nationale de la Turquie
|                                      |                                      |                                      |                                      |                                      |                                      |  |  |                                |                                |                                |                                |                                |                                | Président        |  |                                   |                                   |                                   |                                   |                                   |                                   |                        |                        |                        |                        |                        |                        |  |  |  |  |  |  |  |  |  |  |  |  |
|                                      |                                      |                                      |                                      |                                      |                                      |  |  |                                |                                |                                |                                |                                |                                | Premier Ministre |  |                                   |                                   |                                   |                                   |                                   |                                   |                        |                        |                        |                        |                        |                        |  |  |  |  |  |  |  |  |  |  |  |  |
|                                      |                                      |                                      |                                      |                                      |                                      |  |  |                                |                                |                                |                                |                                |                                |                  |  |                                   |                                   |                                   |                                   |                                   |                                   |                        |                        |                        |                        |                        |                        |  |  |  |  |  |  |  |  |  |  |  |  |
|                                      |                                      |                                      |                                      |                                      |                                      |  |  |                                |                                |                                |                                |                                |                                |                  |  |                                   |                                   |                                   |                                   |                                   |                                   |                        |                        |                        |                        |                        |                        |  |  |  |  |  |  |  |  |  |  |  |  |
|                                      |                                      |                                      |                                      |                                      |                                      |  |  | Chef d'État-Major              | Chef d'État-Major              | Chef d'État-Major              | Chef d'État-Major              | Chef d'État-Major              | Chef d'État-Major              |                  |  |                                   |                                   |                                   |                                   |                                   |                                   | Ministre de la défense | Ministre de la défense | Ministre de la défense | Ministre de la défense | Ministre de la défense | Ministre de la défense |  |  |  |  |  |  |  |  |  |  |  |  |
|                                      |                                      |                                      |                                      |                                      |                                      |  |  | Chef d'État-Major              | Chef d'État-Major              | Chef d'État-Major              | Chef d'État-Major              | Chef d'État-Major              | Chef d'État-Major              |                  |  |                                   |                                   |                                   |                                   |                                   |                                   | Ministre de la défense | Ministre de la défense | Ministre de la défense | Ministre de la défense | Ministre de la défense | Ministre de la défense |  |  |  |  |  |  |  |  |  |  |  |  |
|                                      |                                      |                                      |                                      |                                      |                                      |  |  |                                |                                |                                |                                |                                |                                |                  |  |                                   |                                   |                                   |                                   |                                   |                                   |                        |                        |                        |                        |                        |                        |  |  |  |  |  |  |  |  |  |  |  |  |
|                                      |                                      |                                      |                                      |                                      |                                      |  |  |                                |                                |                                |                                |                                |                                |                  |  |                                   |                                   |                                   |                                   |                                   |                                   |                        |                        |                        |                        |                        |                        |  |  |  |  |  |  |  |  |  |  |  |  |
| Commandant de l'armée de terre       | Commandant de l'armée de terre       | Commandant de l'armée de terre       | Commandant de l'armée de terre       | Commandant de l'armée de terre       | Commandant de l'armée de terre       |  |  | Commandant de la marine        | Commandant de la marine        | Commandant de la marine        | Commandant de la marine        | Commandant de la marine        | Commandant de la marine        |                  |  | Commandement de la force aérienne | Commandement de la force aérienne | Commandement de la force aérienne | Commandement de la force aérienne | Commandement de la force aérienne | Commandement de la force aérienne |                        |                        |                        |                        |                        |                        |  |  |  |  |  |  |  |  |  |  |  |  |
| Commandant de l'armée de terre       | Commandant de l'armée de terre       | Commandant de l'armée de terre       | Commandant de l'armée de terre       | Commandant de l'armée de terre       | Commandant de l'armée de terre       |  |  | Commandant de la marine        | Commandant de la marine        | Commandant de la marine        | Commandant de la marine        | Commandant de la marine        | Commandant de la marine        |                  |  | Commandement de la force aérienne | Commandement de la force aérienne | Commandement de la force aérienne | Commandement de la force aérienne | Commandement de la force aérienne | Commandement de la force aérienne |                        |                        |                        |                        |                        |                        |  |  |  |  |  |  |  |  |  |  |  |  |
| Commandant général de la gendarmerie | Commandant général de la gendarmerie | Commandant général de la gendarmerie | Commandant général de la gendarmerie | Commandant général de la gendarmerie | Commandant général de la gendarmerie |  |  | Commandant de la Garde côtière | Commandant de la Garde côtière | Commandant de la Garde côtière | Commandant de la Garde côtière | Commandant de la Garde côtière | Commandant de la Garde côtière |                  |  |                                   |                                   |                                   |                                   |                                   |                                   |                        |                        |                        |                        |                        |                        |  |  |  |  |  |  |  |  |  |  |  |  |

## Armée de terre en 2023 (Türk Silahli Kuvvetleri)
L’armée de terre est apte à une solide défense territoriale et possède une excellente connaissance des zones contiguës en Turquie. Elle possède également en très grandes quantités de véhicules blindés autochtones, les principaux modèles utilisés sont : BMC Kirpi, BMC Vuran, ACV-15 (en), ACV-30 (en), Otokar Cobra I, Otokar Cobra II (en). 
Elle dispose de forces aguerries bien équipées et entrainées à la guerre asymétrique. Cependant la majorité des chars de l’armée de terre turque sont relativement âgés, l’armée utilise toujours le vieux M48 Patton et les plus modernes de ses chars actuelle sont le M60TM, M60T Sabra et enfin le Lepoard 2A4 modernisé en attendant le char autochtone Altay T1 pour fin 2025.  
Ainsi, de nombreux programmes de rééquipement sont toujours en cours, notamment avec le lancement d’un programme de char de 4e génération (Char Altay T1) et d'un programme d'hélicoptère d'attaque lourd (ATAK-2). Elle est apte à la projection de forces hors de son territoire et connait un développement rapide de l’usage des drones et des systèmes C4ISR.
L'armée remplace les fusils d'assaut HK G3 par les MKEK MPT-76/55 plus modernes et plus efficaces.
Organisation
- 10 corps d’armée
- 2 divisions d’infanterie mécanisée
- 4 divisions d’infanterie motorisée
- 1 division d’infanterie et une division d’entraînement
- 14 brigades blindées
- 14 brigades d’infanterie mécanisée
- 12 brigades d’infanterie
- 5 brigades de forces spéciales
- 5 brigades d’entraînement

## Marine de guerre (Türk Deniz Kuvvetleri)

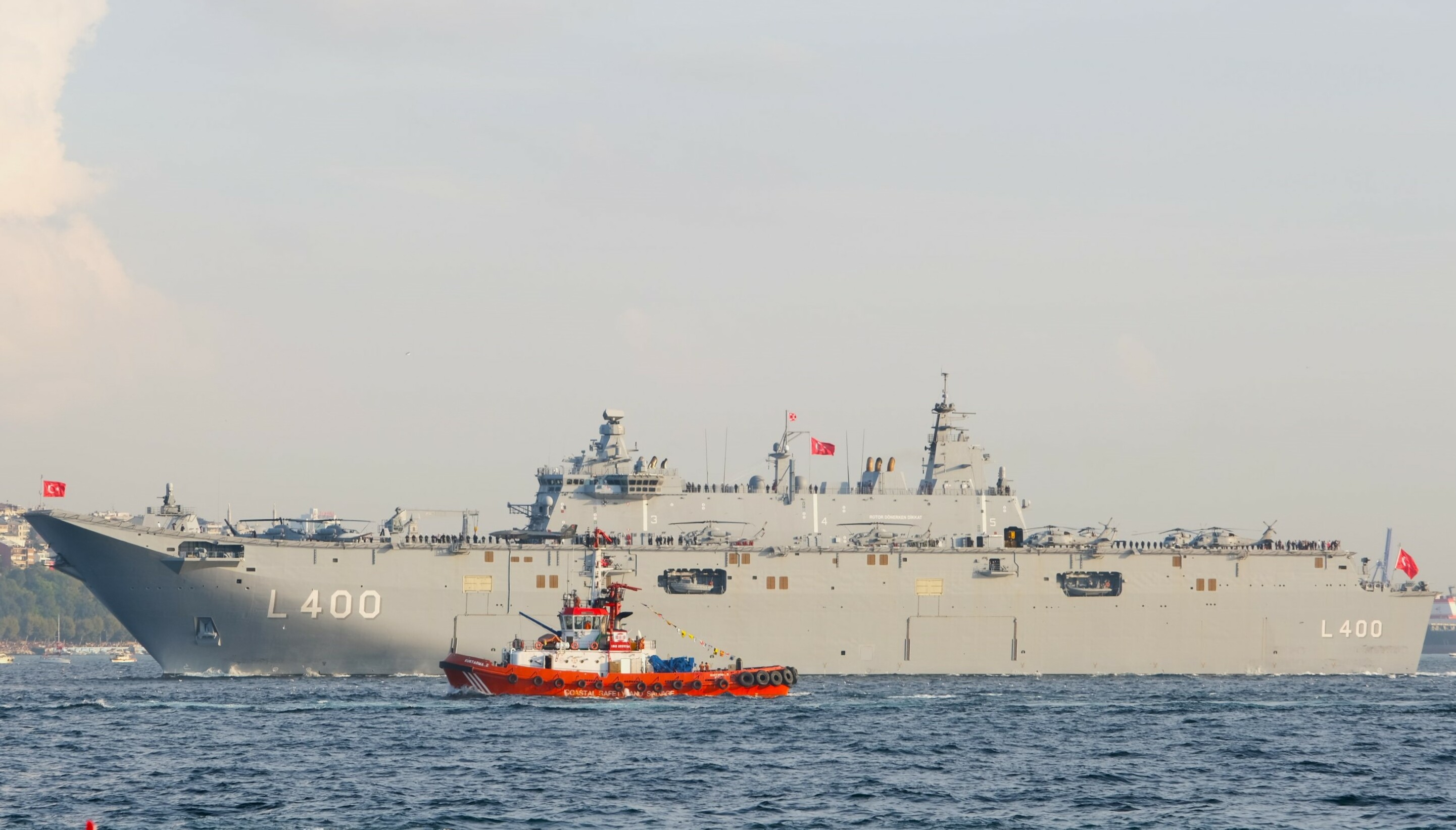
TCG Anadolu.

La marine turque dispose d'une aptitude notable aux opérations de lutte anti-sous-marine et de combat en surface avec notamment le TCG Anatolie de Classe Juan Carlos I, un porte-aéronefs conçu pour se distinguer par une portée accrue permettant d'engager des drones de combat et des hélicoptères même s'il était prévu initialement d’y déployer des F-35B. 
La Turquie a signé un contrat avec Howaldtswerke-Deutsche Werft pour l'acquisition de six sous-marins de type AIP, dont le premier, le TCG Piri Reis (Type 214), a été livré en 2024. Cinq autres unités de la même classe sont prévues pour un déploiement ultérieur. La marine envisage également la modernisation de ses frégates au sein de la Classe Istanbul.
Un porte-avions national, désigné MUGEM, est actuellement en construction depuis le 2 janvier 2025.

## Force aérienne (Türk Hava Kuvvetleri)

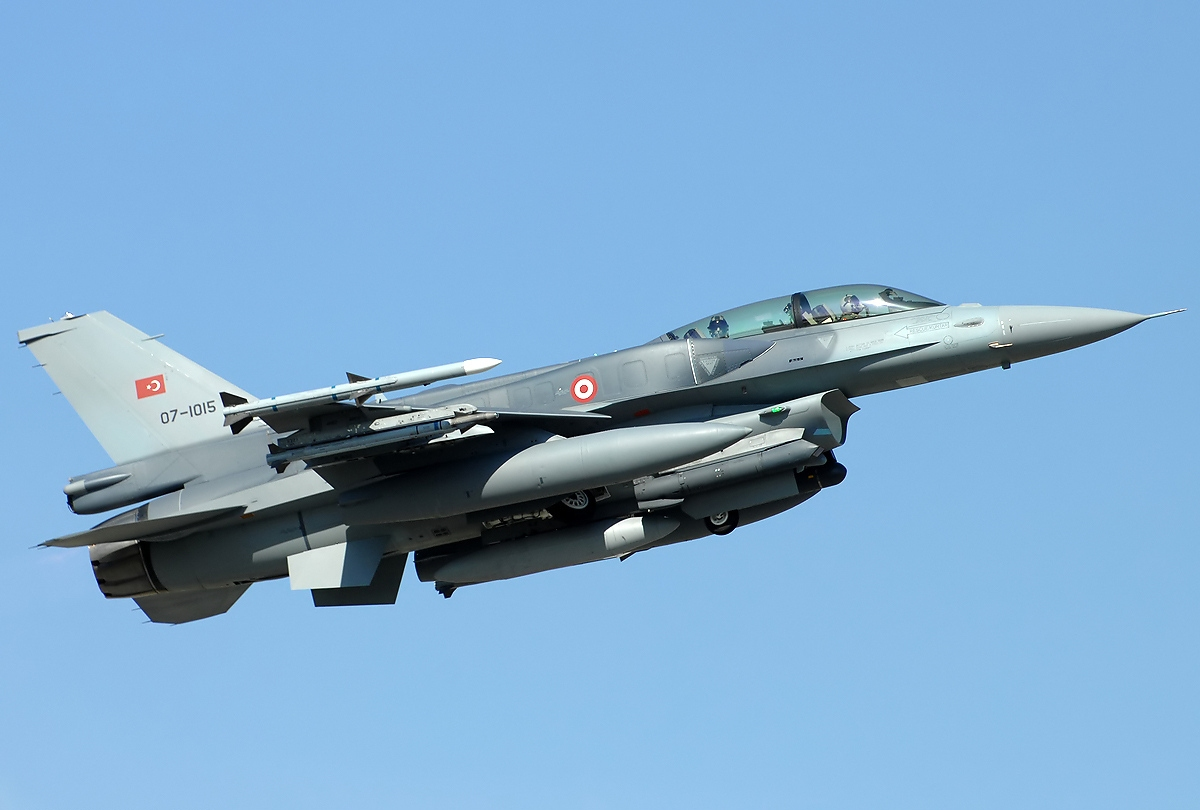
F-16D de la Türk Hava Kuvvetleri.

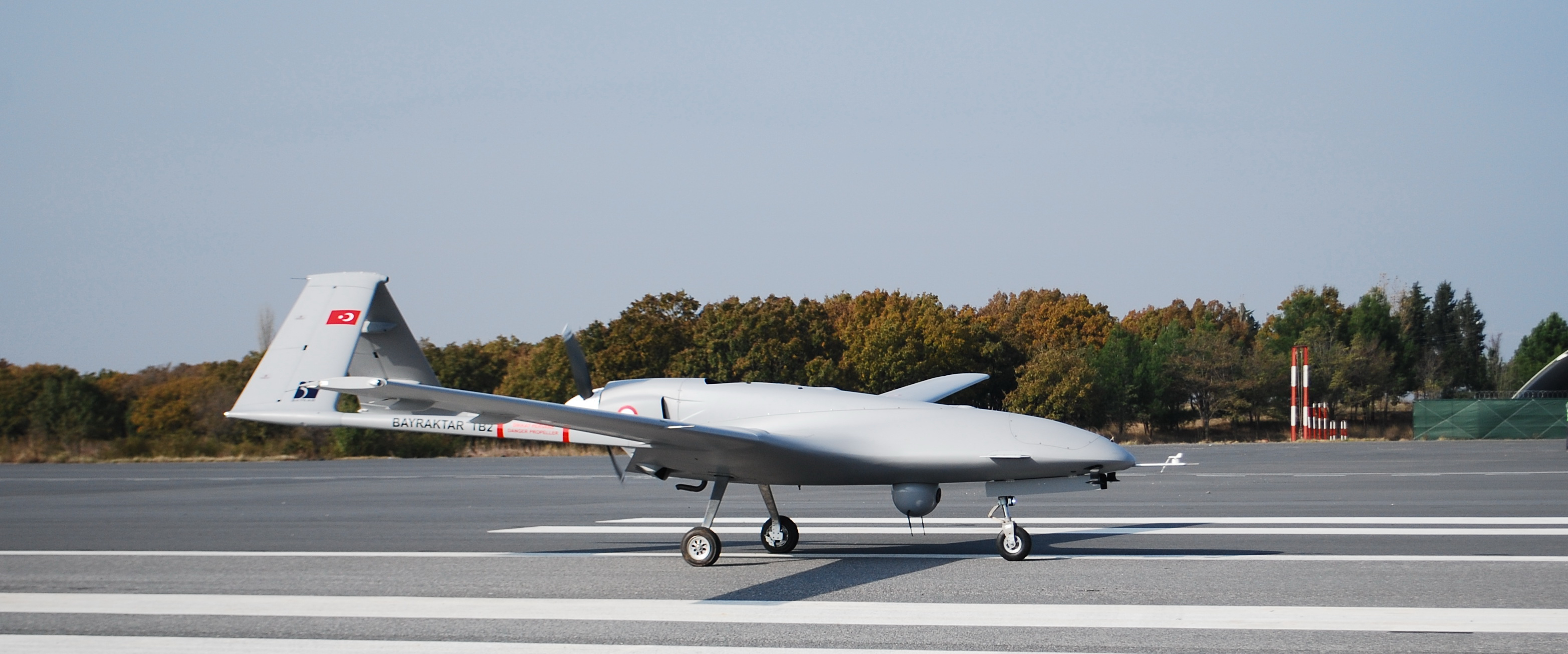
Bayraktar TB2 de la Türk Hava Kuvvetleri.

La force aérienne a une aptitude à la projection des forces et aux opérations réseau-centrées. L’utilisation de munitions guidées de précision est de plus en plus développée, notamment avec des missiles de fabrication locale. La Turquie était un partenaire de troisième niveau du programme F-35, jusqu'à la décision de Washington, signifiée au mois de juin 2019, de l'exclure du programme. La force aérienne turque s'est également illustrée par une bonne maîtrise des drones armées sur de nombreux théâtres d'opération.
Depuis l’annulation des livraisons du F-35A par Washington, Les avions turcs sont dépassé : d'antiques chasseurs bombardiers F-4 de la guerre du Vietnam côtoient des chasseurs F-16 certes modernisés, mais qui gardent les limites d'un avion développé dans les années 1970. Pour ne rien arranger, l'armée de l'air turque ne s'est toujours pas remise des purges massives dans ses rangs, qui ont suivi la tentative de coup d'État ratée en 2016 : les pilotes aguerris ne sont plus légion. 
Pour moderniser son inventaire obsolète, la Turquie envisage d’acquérir l’Eurofighter Typhoon, mais l’Allemagne se montre réticente.

### Organisation
- 19 escadrons de combat
- 2 escadrons de reconnaissance
- 5 escadrons d’entraînement
- 6 escadrons de transport
- 1 escadron de ravitaillement en vol
- 8 escadrons de missiles sol-air

## Déploiements internationaux

Pays disposant de bases, d'installations et de troupes militaires turques en 2020.

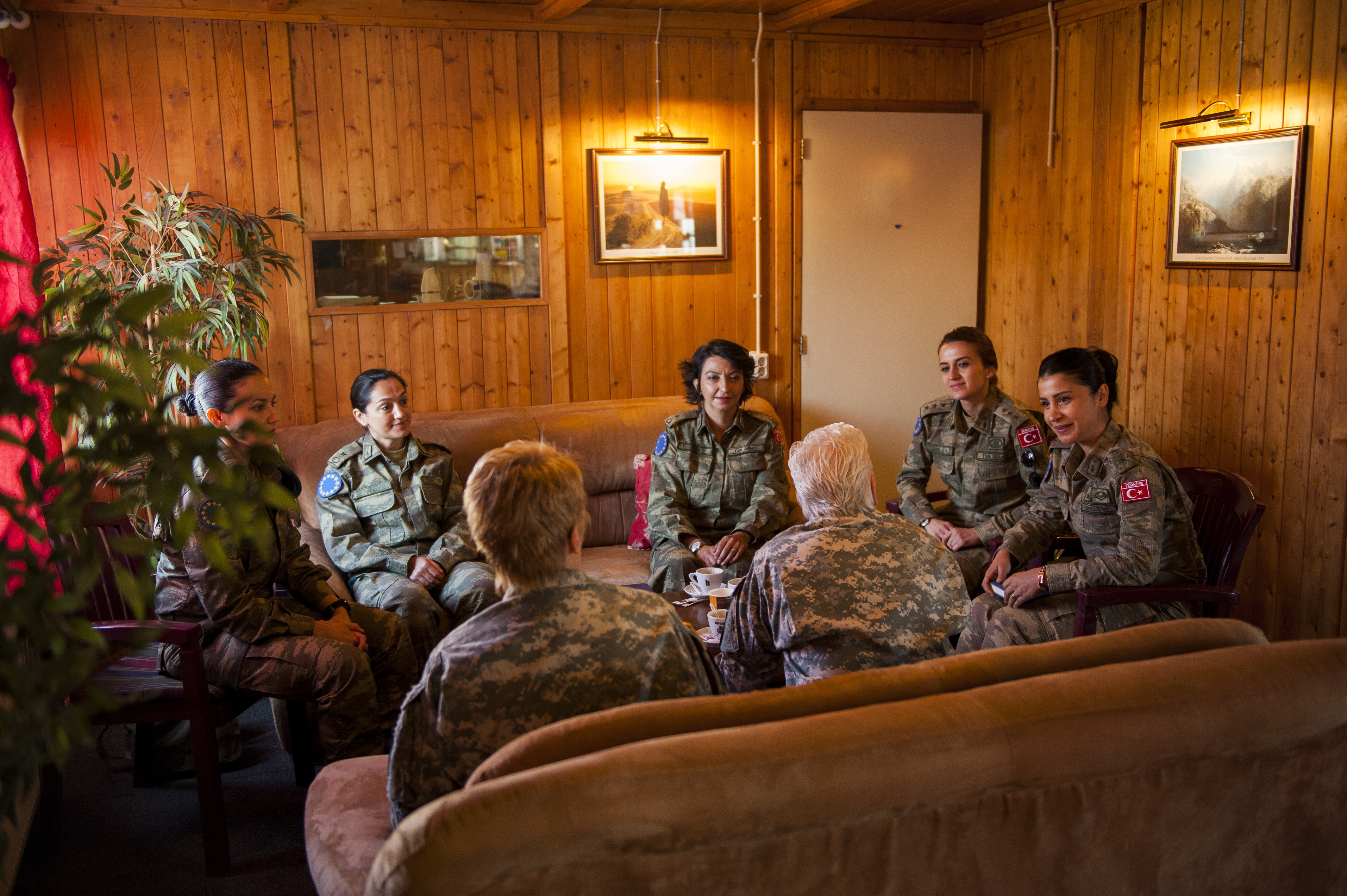
Soldates turques en Bosnie-Herzégovine.

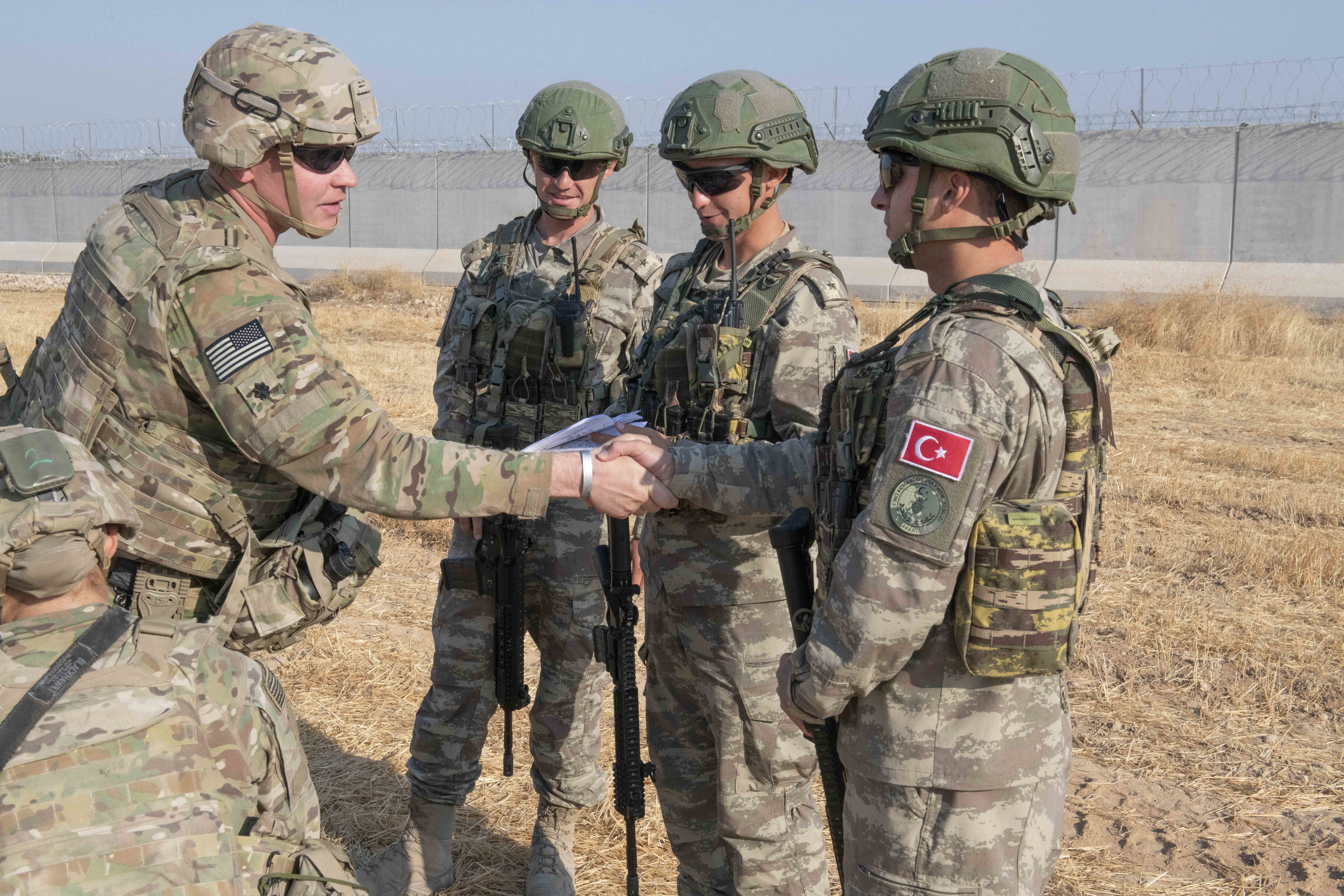
Soldats turcs et américains dans le Nord de la Syrie.

Voici la liste des effectifs turcs engagés dans des opérations extérieures le 1er septembre 2019.
- Afghanistan : 1750 soldats en Afghanistan au sein du Commandement de la Force opérationnelle turque pour la mission OTAN de la Force internationale d'assistance à la sécurité.
- République turque de Chypre du Nord : 40 000[60] militaires dans l'invasion de Chypre par la Turquie.
- Syrie : Plusieurs soldats dans l'Opération Source de la Paix. Plusieurs villes comme Manbij sont sous le contrôle partiel de la Turquie et des rebelles syriens (ASL) soutenu par Ankara.
- Irak : 2 000 militaires dans le conflit kurde en Turquie.
- Libye: Militaires dans la base d'Al-Watiya.
- Géorgie: Les forces armées turques, azéris et géorgiennes organise régulièrement des exercices défensifs conjointes[61].
- République démocratique du Congo : 9 militaires au sein de la MONUSCO.
- Mali : Plusieurs militaires maliens et officiers des autres corps de défense sont formés par la Turquie, conformément à un accord de coopération qui lie les deux pays. En 2016, la Turquie avait d’ailleurs décidé d’étendre son programme de formation en Afrique[62].
- Qatar : 5000 soldats turcs au Qatar[63].
- Kosovo : 2 militaires au sein de l'UNMIK
- Somalie : Camp TURKSOM avec 200 personnes (pourrait augmenter à plus de 1000).
- Tchad : Base militaire turques prévu[64].
- Azerbaïdjan : Entre 100-200 soldats[65]. Bâtiments et structures dans la ville militaire de Gizil Sherg et un terminal situé dans l'aérodrome de la colonie de Hacı Zeynalabdin . Également une autre base pour surveiller le maintien de la paix au Karabakh.
- Albanie : 20 à 250 soldats à la base de Pasha Liman, avec 2 frégates. Un accord de coopération militaire albano-turque a été signé en 1992 qui englobait la reconstruction de la base de Pacha Liman de l'Albanie par la Turquie aux côtés de l'accès accordé pour l'usage turc[66].